# Ippesheim

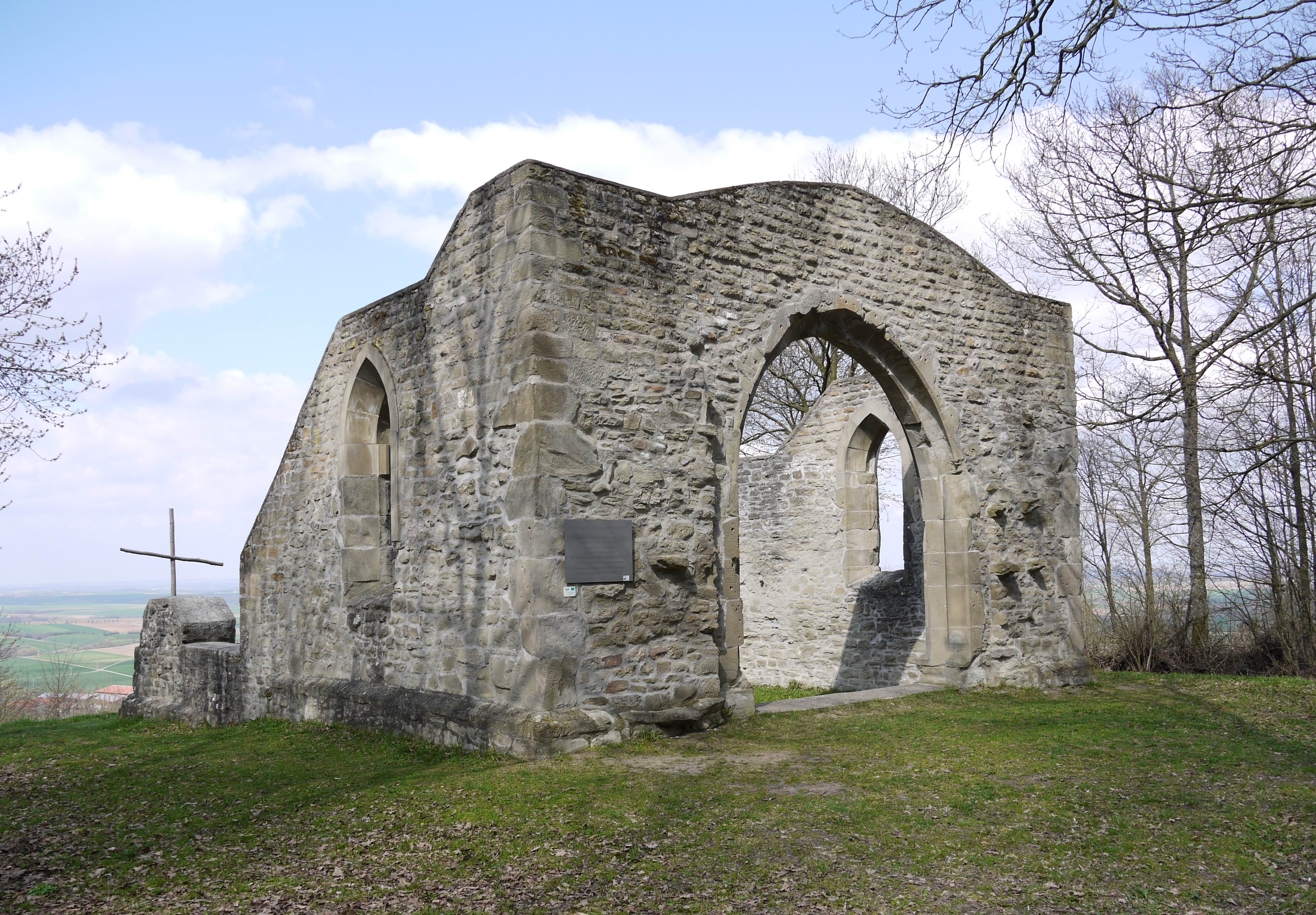
Kunigundenkapelle bei Bullenheim

Ippesheim (fränkisch: Ibbesi) ist ein Markt im Landkreis Neustadt an der Aisch-Bad Windsheim in Mittelfranken.

## Geografie

### Geografische Lage
Markt Ippesheim mit seinen Gemeindeteilen Ippesheim, Bullenheim und Herrnberchtheim liegt 15 km südlich von Kitzingen unterhalb der südwestlichen Ausläufer des Steigerwaldes im Tal der Iff auf einer Höhe von 270–290 m ü. NHN. Der tiefste Punkt (Winkelmühle an der Iff) liegt auf ca. 250 m, der höchste (Aussichtsturm auf dem Plateau des Bullenheimer Berges) auf 456 m. Bullenheim und Ippesheim haben Waldbesitz auf den Keuperhöhen der Frankenberge mit ihren Zeugenbergen (Bullenheimer Berg, Scheinberg), ihre Gemarkungen werden von der steil eingeschnittenen Iff durchflossen, in ihren westlichen Teilen liegen sie im fruchtbaren mainfränkischen Gäuland. Die waldlose Gemarkung von Herrnberchtheim befindet sich überwiegend auf der flachwelligen Gäufläche, die man hier schon zum Uffenheimer Gau rechnet.
Im Norden des Gemeindegebietes und in den angrenzenden Markungen befindet sich der Kunigundenwald. Er wurde bis ins 15. Jahrhundert von Ippesheim und sieben weiteren Dörfern, nämlich Bullenheim, Seinsheim, Iffigheim, Wässerndorf, Herrnsheim, Hüttenheim und Nenzenheim, als markgenossenschaftliches Eigentum gemeinschaftlich verwaltet. Der Sage nach soll er von der Kaiserin Kunigunde, der Bamberger Bistumsheiligen, den Dörfern geschenkt worden sein.

### Nachbargemeinden
Nachbargemeinden sind (von Norden beginnend im Uhrzeigersinn): Seinsheim, Willanzheim, Sugenheim, Weigenheim, Gollhofen und Martinsheim.

### Gemeindegliederung
Die Gemeinde hat fünf Gemeindeteile (in Klammern ist der Siedlungstyp angegeben):
- Bullenheim (Kirchdorf)
- Gemeindemühle (Einöde)
- Herrnberchtheim (Pfarrdorf)
- Ippesheim (Hauptort)
- Winkelmühle (Einöde)

Außerdem gibt es die Einöden Doktormühle, Jackenmühle, Merkleinsmühle, Rothmühle, Schreinersmühle, die zum Gemeindeteil Ippesheim zählen, und die Einöde Zapfenmühle, die zum Gemeindeteil Herrnberchtheim zählt. Ziegelhütte war ein Gemeindeteil von Ippesheim, der mittlerweile wüst gefallen ist.
Es gibt auf dem Gemeindegebiet die Gemarkungen Bullenheim, Herrnberchtheim und Ippesheim. Die Gemarkung Ippesheim hat eine Fläche von 10,929 km². Sie ist in 1658 Flurstücke aufgeteilt, die eine durchschnittliche Fläche von 6591,68 m² haben.

## Geschichte

### Vorgeschichtliche Zeit

#### Kreisgrabenanlage von Ippesheim
Im Jahr 1989 wurde diese Anlage mit 65 m Durchmesser mit Hilfe der Luftbildarchäologie entdeckt. Sie gehört zu der Großgartacher Kultur (etwa 4900–4700 v. Chr.) und ist etwa 3000 Jahre älter als die Bullenheimer Höhensiedlung. Die Anlage dürfte von einem Graben von 3 bis 3,5 m Tiefe und 3,5 bis 4 m Breite umgeben gewesen sein. Die Erosion hat dort viel Erde abgetragen. In der Nähe war ein Siedlungsareal von mindestens 5 Hektar mit zahlreichen Hausstellen, das von einem Graben umgeben war.
Die Erbauer dieser Kreisgrabenanlage nutzten markante Punkte des östlichen Horizonts, um die Beobachtungsgenauigkeit der Sonnenwenden um mindestens den Faktor 10 zu erhöhen. So war das spektakuläre Auftauchen der Sonnenscheibe in dem Zwickel zwischen dem Südhang des Bullenheimer Bergs und der blickdichten Palisade nur einmal pro Jahr zu sehen. Die Peilung zum Südhang des Weigenheimer Kapellbergs auch eine taggenaue Bestimmung der Wintersonnenwende.
Es ist anzunehmen, dass es sich um ein kultisches Zentrum handelte, auch wenn Form, Ablauf und religiöser Inhalt nicht bekannt sind. Sicher hatte diese Anlage eine Bedeutung für die zugehörige Siedlung. Hinweise dafür geben Scherben aus dem bayerischen Donauraum und gebänderte Plattenhornsteine aus dem Feuersteinabbaugebiet im Landkreis Kelheim.
Bisher nicht geklärt ist die Bestattung einer jungen Frau (Anfang 30), die in kopfüber senkrechter Position im Zentrum dieser Kreisgrabenanlage ausgegraben wurde. In dieser Grube fand man auch ein reichlich verziertes Bauchknickgefäß, das in die Zeit 4700 v. Chr. einzuordnen ist. Das ist die einzige bisher entdeckte kopfüber senkrechte Bestattung im voreisenzeitlichen Mitteleuropa. Diese Art der Bestattung weist auf ein „Auflassungsopfer“ hin. Warum diese Anlage nach wenigen Generationen aufgelassen (aufgegeben) wurde, ist noch nicht bekannt.

#### Berliner Goldhut
Für den Ursprung des Berliner Goldhutes, der aus einer Raubgrabung stammt, wird als ursprünglichen Fundort der Bullenheimer Berg verortet, denn im selben Jahr 1996 wurde der Bullenheimer Goldschatz (Ornat) auf dem Schwarzmarkt angeboten und vom bayerischen Staat gekauft. Beide Funde zeigen die gleichen Ornamentmuster, zudem wurden alle Goldhüte auf der Ost-West-Linie 49° gefunden. Auch Bullenheim liegt bei 49,6°.
Man geht heute davon aus, dass die Goldhüte religiös-kultischen Zwecken dienten und von Priestern eines in der späten Bronzezeit in Zentraleuropa verbreiteten Sonnenkultes verwendet wurden. Auf dem Bullenheimer Berg lebten damals auf einer Fläche von 38 Hektar etwa 1500 Menschen. Das war damals eine Großstadt, denn es lebten nur ca. 30 bis 40 Millionen Menschen auf der Erde. Sicher gehörten diese Goldfunde einem Würdenträger, Priester oder Stammeshäuptling; auch das Vorhandensein eines Kultwagens als fahrbare „Vogel-Sonnenbarke“ verstärkt den Eindruck, dass dort ein „heiliger Berg“ war.

### Bis zur Gemeindegründung
Der Ort wurde in Urkunde, die im Zeitraum von 820 bis 845 entstanden ist, als „Ippinesheim“ erstmals erwähnt. Das Bestimmungswort des Ortsnamens ist der Personenname Ippin. Karl der Große und sein Sohn Pippin sollen dem Kloster Fulda u. a. diesen Ort geschenkt haben. Seit dem Bau der Burg Vorderfrankenberg um 1250 – möglicherweise durch die Burggrafen von Nürnberg oder die Herren von Hohenlohe – gehörte Ippesheim zu dieser Burg. Vorderfrankenberg war ab ca. 1380 eine ritterschaftliche Herrschaft, zunächst der Seckendorff, dann der Heßberg und Absberg und ab 1520 der Herren von Hutten, die die heute noch bestehende Schlossanlage bauen ließen. Mit der Herrschaft Vorderfrankenberg waren Halsgericht, Zoll und Geleit als Reichslehen verbunden. Zur Zent Ippesheim gehörten neben Frankenberg und Ippesheim die Orte Geckenheim und Herrnberchtheim sowie der Aspachhof. 1783 starben die Herren von Hutten auf Frankenberg aus, Ippesheim kam zusammen mit Reusch an die Allodialerben (weibliche Erbfolge), zunächst der Wöllwarth und dann der Grafen von Ortenburg, die auch das huttische Rittergut Birkenfeld in den Hassbergen geerbt hatten. Bis 1848 existierte in Ippesheim ein adeliges Patrimonialgericht für Ippesheim und Reusch. Nach der Ortschronik von Oskar Oppitz kaufte der Ort in der ersten Hälfte des 18. Jahrhunderts das Marktrecht von der Herrschaft Vorderfrankenberg. Bis heute werden im Frühjahr und im Herbst Jahrmärkte in Ippesheim abgehalten.
Mit dem Gemeindeedikt (frühes 19. Jahrhundert) wurde der Steuerdistrikt Ippesheim gebildet. Zu diesem gehörten Conradsmühle, Doktormühle, Jackenmühle, Lanzenmühle, Merkleinsmühle, Reusch, Rothmühle, Schloßmühle, Schreinersmühle, Zellesmühle und Ziegelhütte. Zugleich entstand die Ruralgemeinde Ippesheim mit den Orten Conradsmühle, Doktormühle, Jackenmühle, Merkleinsmühle, Rothmühle, Schreinersmühle und Ziegelhütte. Sie war in Verwaltung und Gerichtsbarkeit dem Landgericht Uffenheim zugeordnet und in der Finanzverwaltung dem Rentamt Uffenheim (1919 in Finanzamt Uffenheim umbenannt). Ab 1862 war das Bezirksamt Uffenheim für die Verwaltung der Gemeinde zuständig (1939 in Landkreis Uffenheim umbenannt). Die Gerichtsbarkeit blieb beim Landgericht Uffenheim (1879 in Amtsgericht Uffenheim umbenannt), seit 1973 ist das Amtsgericht Neustadt an der Aisch zuständig. Die Gemeinde hatte 1964 eine Gebietsfläche von 10,945 km².

### Eingemeindungen
Am 1. Januar 1972 wurde die Gemeinde Herrnberchtheim, die am 2. Januar 1905 umbenannt wurde (vorheriger Name Bergtheim), eingegliedert. Bullenheim gehörte von 1857 bis 1932 zum Bezirksamt Kitzingen und kam dann nach Uffenheim. 1972 kehrte es für sechs Jahre nach Kitzingen zurück. Am 1. Januar 1978 kam Bullenheim (vorheriger Name Bülnheim) zum Markt Ippesheim.

### Einwohnerentwicklung
Im Zeitraum 1988 bis 2018 sank die Einwohnerzahl von 1155 auf 1095 um 60 Einwohner bzw. um 5,2 %.
Gemeinde Ippesheim
| Jahr      | 1987   | 2007   | 2008   | 2009   | 2010   | 2011   | 2012   | 2013   | 2014   | 2015   | 2016   | 2017   | 2018   | 2019   | 2020   | 2021   | 2022   |
| Einwohner | 1165   | 1132   | 1095   | 1098   | 1075   | 1132   | 1138   | 1141   | 1146   | 1087   | 1091   | 1100   | 1095   | 1098   | 1112   | 1126   | 1125   |
| Häuser    | 360    |        |        |        |        |        |        | 407    | 409    | 410    | 412    | 414    | 417    | 418    | 421    | 422    | 423    |
| Quelle    | [ 21 ] | [ 22 ] | [ 22 ] | [ 22 ] | [ 22 ] | [ 22 ] | [ 22 ] | [ 22 ] | [ 22 ] | [ 22 ] | [ 22 ] | [ 23 ] | [ 24 ] | [ 25 ] | [ 25 ] | [ 25 ] | [ 25 ] |

Ort Ippesheim (= Gemeinde Ippesheim bis zur Gebietsreform)
| Jahr      | 1818   | 1840   | 1852   | 1855   | 1861   | 1867   | 1871   | 1875   | 1880   | 1885   | 1890   | 1895   | 1900   | 1905   | 1910   | 1919   | 1925   | 1933   | 1939   | 1946   | 1950   | 1952   | 1961   | 1970   | 1987   | 2014   |
| Einwohner | 609    | 710    | 743    | 736    | 730    | 741    | 715    | 718    | 730    | 684    | 670    | 660    | 674    | 692    | 642    | 636    | 636    | 626    | 597    | 745    | 767    | 726    | 619    | 560    | 513    | 502    |
| Häuser    | 153    | 124    |        |        |        |        | 136    |        |        | 146    | 151    |        | 160    |        |        |        | 147    |        |        |        | 140    |        | 139    |        | 161    |        |
| Quelle    | [ 14 ] | [ 26 ] | [ 27 ] | [ 27 ] | [ 28 ] | [ 29 ] | [ 30 ] | [ 31 ] | [ 32 ] | [ 33 ] | [ 34 ] | [ 27 ] | [ 35 ] | [ 27 ] | [ 36 ] | [ 27 ] | [ 37 ] | [ 27 ] | [ 27 ] | [ 27 ] | [ 38 ] | [ 27 ] | [ 16 ] | [ 39 ] | [ 21 ] | [ 40 ] |

## Politik
Die Gemeinde ist Mitglied der Verwaltungsgemeinschaft Uffenheim.

### Bürgermeister
Erster Bürgermeister ist Karl Schmidt. Vorgängerin war Doris Klose-Violette (Wählergemeinschaft).

### Marktgemeinderat
Die Kommunalwahl am 15. März 2020 führte zu folgender Sitzverteilung im Marktgemeinderat (Vergleich zur Wahl 2014):
- Dorfgemeinschaft Herrnberchtheim DGH: 4 Sitze (±0)
- Wählergemeinschaft Bullenheim WGB: 3 Sitze (±0)
- Wählergemeinschaft Ippesheim WGI: 5 Sitze (±0)

### Wappen und Flagge
Wappen
| Wappen von Ippesheim | Blasonierung: „In Rot zwei goldene Schrägbalken, belegt mit einem von Schwarz und Silber bordierten Herzschild, darin in Silber eine blaue Traube.“ |
| Wappen von Ippesheim | Wappenbegründung: Ippesheim besteht seit 1978 aus den ehemals selbstständigen Gemeinden Ippesheim, Bullenheim und Herrnberchtheim. Die Gemeinde ist eines der größten Weinbaugebiete Frankens, darauf weist die Traube im Herzschild. Die goldenen Schrägbalken in Rot sind das Wappenbild der Freiherren von Hutten, der einstigen Ortsherren von Ippesheim. Die Farben Silber und Schwarz der Herzschild-Bordierung erinnern an die Markgrafen von Brandenburg-Ansbach in Herrnberchtheim. Die Farben Blau und Silber im Herzschild sind die Farben der Fürsten von Schwarzenberg, die in Bullenheim 1525 die Reformation einführten. Dieses Wappen wird seit 1982 geführt. |

Flagge
Die Gemeindeflagge ist rot-gelb-rot.

## Kultur und Sehenswürdigkeiten

### Museen
Der Weinbau- und Heimatverein Ippesheim hat das ehemalige Kutscherhaus des Schlosses Lichtenstein einer gründlichen Renovierung unterzogen und dort das Heimatmuseum Ippesheim eingerichtet.
Alljährlich findet dort das Schlossweinfest statt.

### Baudenkmäler
- Kunigundenkapelle (Bullenheim)
- Rathaus (Bullenheim)
- St. Leonhard (Bullenheim)
- Evangelische Kirche (Herrnberchtheim)
- Heiligkreuz (Ippesheim)
- Pferdeschwemme (Ippesheim)
- Schloss Ippesheim

### Bodendenkmäler
- Burgstall Burkertsgräben
- Turmhügel Herrnberchtheim

### Musik
- Bläserchor Ippesheim
- Kirchenchor Ippesheim
- Männergesangverein Markt Ippesheim 1869
- Posaunenchor Bullenheim
- Posaunenchor Herrnberchtheim
- Weinprinzessinnenchor der Mittelfränkischen Bocksbeutel-Straße (gegründet 1999)

## Wirtschaft und Infrastruktur

### Weinbau
Ippesheim ist die größte Weinbaugemeinde in Mittelfranken. Die Lagen Bullenheimer Paradies (ca. 65 ha) und Ippesheimer Herrschaftsberg (ca. 45 ha) zählen zur Großlage Frankenberger Schlossstück. Die Bullenheimer Weinberge wurden 1971 bis 1975 zusammen mit den Weinbergen von Seinsheim und einem Teil von Hüttenheim flurbereinigt, so dass sich heute das Bild einer großflächigen, sterilen Weinplantage ergibt, die allerdings wegen ihrer guten Wege-Erschließung und des grandiosen Fernblicks ins Mainfränkische und in den Uffenheimer Gau nicht ohne Reize ist. Die Ippesheimer Weinberge wurden nicht flurbereinigt und liegen getrennt und verzahnt mit Acker-, Wiesen- und Waldflächen am Anstieg der Keuperstufe unterhalb des Schlosses Frankenberg. Für Naturschützer und Biologen gibt es hier viel zu entdecken. In Ippesheim hatte früher die Würzburger Hofkellerei größere Weinbergsflächen, so dass der Herrschaftsberg in Würzburg durchaus bekannt war. Im Rahmen der Flurbereinigung wurden in Bullenheim, neben dem Silvaner auch größere Flächen mit Bacchus und Scheurebe bestockt, die beide ausgezeichnet gedeihen. Seit einiger Zeit nimmt der Anbau von Rotwein (Domina, Spätburgunder etc.) deutlich zu. 2016 stellte Bullenheim mit Kristin Langmann die fränkische Weinkönigin.
Vor allem in Bullenheim, in geringerem Maße auch in Ippesheim, gibt es eine größere Anzahl von mittleren und kleinen Selbstmarktern, die nebenbei Weinstuben und Heckenwirtschaften betreiben und an vielen Wochenenden gut besucht werden. Weinfeste der Winzer- und anderer Vereine ziehen in Bullenheim und Ippesheim zahlreiche Gäste an, um die im Rahmen der Mittelfränkischen Bocksbeutelstraße geworben wird.

### Unternehmen
Der Hauptort ist Sitz der Flight Team UG & Co. KG, die als Distributor für UL-Flugzeuge (z. B. für Pipistrel) und UL-Flugzeug-Rettungsgeräte – sowie mit einer UL-Flugschule – am Ultraleichtfluggelände Ippesheim aktiv ist.

### Verkehr
Die Staatsstraße 2419 führt über Herrnberchtheim nach Gollhofen zur Bundesstraße 13 (4 km südwestlich) bzw. über Bullenheim nach Seinsheim (4,3 km nördlich). Die Kreisstraße NEA 46 führt zur Kreisstraße NEA 42 bei Schloss Frankenberg (2,5 km östlich). Die Kreisstraße NEA 43 führt über Reusch und Geckenheim nach Uffenheim zur Staatsstraße 2256 (6 km südlich). Gemeindeverbindungsstraßen führen an der Rothmühle vorbei zur Gemeindemühle (2,2 km nördlich) und nach Herrnberchtheim zur Kreisstraße NEA 45 (1,9 km südwestlich).

## Persönlichkeiten
- Vitus Müller (1561–1626), evangelischer Theologe und Philologe sowie Professor an der Universität Tübingen.
- Georg Wilhelm Sigismund Beigel (1753–1837), Diplomat, Bibliothekar, Naturforscher und Mathematiker
- Johann Ferdinand Schlez (1759–1839), Geistlicher, Pädagoge und Schriftsteller; verfasste viele Volksschriften, religiöse Literatur, Schulbücher und Literatur für Lehrer
- Albrecht Eyring (1844–1920), Kirchenrat, Obstbaupionier, war von 1895 bis 1916 Pfarrer in Herrnberchtheim, wo sich auch sein Ehrengrab befindet.[44]
- Friedrich Lampert (1829–1901), Pfarrer, Landtagsabgeordneter und Schriftsteller
- Friedrich Gollwitzer (1889–1977), General der Infanterie, geboren in Bullenheim